# 英阿瓦提乡 (和田县)
英阿瓦提乡，是中华人民共和国新疆维吾尔自治区和田地區和田县下辖的一个乡镇级行政单位。

## 行政区划
英阿瓦提乡下辖以下地区：
吐格曼贝什村、欧亚勒艾日克村、巴什加格勒格村、加格勒格村、吐如孜村、欧吐拉艾日克村、帕恰克村、阿孜乃米其特村、江巴格村、艾吉克村、欧吞村、海提其村、尕巴什村、库木艾日克村和喀拉墩村。